# Julius Hijman
Julius Hijman (Almelo, 25 januari 1901 – New York, 6 januari 1969) was een Nederlands pianist, componist en musicograaf.
Hij was zoon van de arts Leopold Hijman en Catherina Lion, die zich in kringen bevonden van de notabelen van Almelo, destijds een relatief welvarende textielindustriestad. Hijzelf trouwde in 1926 als pianoleraar met Weense Margarete Safir.
Samen met zijn zuster Renée kreeg hij eerst les bij plaatselijke musici, maar al snel bleek hij getalenteerd genoeg om verder te studeren in Hilversum (Renée werd datatypiste). Daarna volgden nog verblijven in Amsterdam en Bussum en werd lid van het Utrecht Kwant Trio. Hij keerde terug naar Amsterdam en begon een muziekopleiding bij Dirk Schäfer (piano) en Sem Dresden (compositieleer). Hij trok als recitalpianist het land in en promootte tijdens zijn concerten veelal de toenmalige en ook vaak Nederlandse hedendaagse muziek (Vereniging voor Hedendaagse Muziek). Ook vormde hij een duo met cellist Henk van Wezel. Nog in de jaren twintig startte hij een nieuwe leerperiode, dan bij Paul Weingartner (piano). Hij zat toen ook samen met componisten als Edgar Varèse en Henry Cowell in een comité om de moderne muziek meer onder de aandacht te brengen. Er kwam een concertreis naar de Sovjet-Unie. Hij woonde daarna enige tijd in Berlijn, maar keerde onder dreiging van het Nazi-regime terug naar Nederland. In 1939 emigreerde/vluchtte hij naar de Verenigde Staten, waar hij les gaf aan het New York College of Music, maar ook aan het Philadelphia Music Academy. Ook daar promootte hij moderne muziek, dan als lid van het Committee for Netherlands Music, waarin ook Bernard Wagenaar, Paul Sanders en Max Tak zitting hadden.
Uit zijn pen kwamen rond de honderdtwintig composities, maar het merendeel bleef in het manuscriptstadium steken. Enkele te noemen werken zijn Suite voor orkest (1939), Sonate voor piano en viool, twee strijkkwartetten (1938 en 1942), Suite voor harp (1948), Partita voor twee piano’s (1948) en Four songs of W.B. Yeats voor bariton en piano (9160). Er is na zijn dood getracht het vioolconcert uit te laten geven door Willem Noske. Hij schreef voorts een symfonie. Hij vertaalde als musicograaf Panorama de la musique contemporaine naar Panorama des hedendaagse muziek (1931) en kwam voor het muziekblad Caecilia met een reeks artikelen over de Tweede Weense School (Nieuwe Oostenrijkse muziek).